# Sphaerodactylus fantasticus
Sphaerodactylus fantasticus — вид геконоподібних ящірок родини Sphaerodactylidae. Мешкає на Карибах.

## Підвиди
Виділяють вісім підвидів:
- Sphaerodactylus fantasticus fantasticus Duméril & Bibron, 1836 — Гваделупа (західне узбережжя острова Бас-Тер, від Пуент-Нуара до Баїфа);
- Sphaerodactylus fantasticus anidrotus Thomas, 1964 — острів Марі-Галан;
- Sphaerodactylus fantasticus fuga Thomas, 1964 — західне узбережжя острова Домініка;
- Sphaerodactylus fantasticus hippomanes Thomas, 1964 — острів Ля-Десірад;
- Sphaerodactylus fantasticus karukera Thomas, 1964 — острівець Гозьє[es], острів Тер-де-Ба в групі островів Петіт-Тер[en];
- Sphaerodactylus fantasticus ligniservulus King, 1962 — острів Монтсеррат;
- Sphaerodactylus fantasticus orescius Thomas, 1964 — Гваделупа (східна частина острова Бас-Тер, від Сент-Роз до Труа-Рив'єр);
- Sphaerodactylus fantasticus tartaropylorus Thomas, 1964 — Гваделупа (північна частина острова Гранд-Терр, на північ від рівнини Гріппон[fr]).

## Поширення і екологія
Sphaerodactylus fantasticus мешкають на Малих Антильських островах, в Гваделупі, Домініці і Монтсерраті. Вони живуть у вологих тропічних лісах, в заболочених лісах, в прибережних заростях, на окраїнах полів, бананових гаїв і садів, трапляються серед опалого листя в густій лісовій підстилці, на висоті до 650 м над рівнем моря. Живляться дрібними безхребетними, відкладають яйця.